# What3words
What3words is een geocodesysteem waarmee locaties met een precisie van drie meter kunnen worden aangeduid. What3words codeert geografische coördinaten in een reeks van drie woorden uit het woordenboek. Bijvoorbeeld de navelsteen van Delphi, die volgens de oude Grieken het centrum van de wereld aangaf, wordt aangeduid met "regentijd.weerklinken.groepen" wanneer Nederlands is ingesteld als adrestaal, en met "spooky.solemn.huggers" bij Engels. What3words verschilt van de meeste andere locatiecoderingssystemen, omdat er drie reële woorden worden weergegeven in plaats van lange reeksen cijfers of letters.
What3words is propriëtaire software, die voor de meeste privé-personen vrij te gebruiken is, maar bedrijven die van het algoritme gebruik willen maken, betalen een licentievergoeding. 
Een groep programmeurs die voorstander zijn van vrije software ontwikkelden het compatibele, alternatieve pakket WhatFreeWords.